# Xenolytus minor
Xenolytus minor är en stekelart som beskrevs av Henry Keith Townes, Jr. 1983. Xenolytus minor ingår i släktet Xenolytus och familjen brokparasitsteklar. Inga underarter finns listade i Catalogue of Life.